# Good as I Been to You
Good as I Been to You es el vigésimo octavo álbum de estudio del músico estadounidense Bob Dylan, publicado por la compañía discográfica Columbia Records en 1992.
El álbum incluye exclusivamente canciones tradicionales de música folk interpretadas por Dylan en solitario, sin banda, con el único acompañamiento de una guitarra acústica y una armónica. Supone el primer álbum completo de canciones acústicas en casi treinta años, desde la publicación en 1964 de Another Side of Bob Dylan, así como su primera colección sin material nuevo desde Dylan (1973).
Tras su publicación, Good as I Been to You obtuvo mejores reseñas de la prensa musical en comparación con su predecesor, Under the Red Sky, aunque su éxito comercial fue menor, alcanzando el puesto 51 en la lista estadounidense Billboard 200 y el dieciocho en la lista de discos más vendidos del Reino Unido.

## Trasfondo
Desde el comienzo de su gira Never Ending Tour en junio de 1988, Dylan interpretó a menudo versiones de canciones tradicionales en los conciertos, a menudo como parte de un set exclusivamente acústico. Además, tras grabar Under the Red Sky en 1990, dejó de componer durante una temporada y no volvió a publicar un álbum con material inédito hasta 1997. Durante la época, sustituyó en buena medida sus propias composiciones por material antiguo, que el propio músico definió como «la música que es cierta para mí».

## Sesiones de grabación
Según Susan Ross, amiga de Dylan, Good as I Been to You comenzó como un «trámite para cumplir los plazos de su contrato discográfico con Sony». Para ello, programó dos semanas de grabación en los Acme Recording Studios de Chicago en 1992, y contrató a David Bromberg como productor.
Durante las sesiones, Dylan grabó una larga lista de canciones, entre las que incluyó «Rise Again» con el acompañamiento de una banda. Bromberg mezcló las grabaciones mientras Dylan completaba una gira con once conciertos por Europa, y llegó a finalizar las mezclas de una larga lista de canciones, entre las que se incluían las tradicionales «I'll Rise Again», «Polly Vaughan», «Casey Jones», «Duncan and Brady», el tema de Blind Willie Johnson «Nobody's Fault But Me», «Lady From Baltimore» de Tim Hardin, dos composiciones de Bromberg, «Kaatskill Serenade» y «World of Fools», y «Miss the Mississippi». 
Previo a la publicación de The Bootleg Series Vol. 8: Tell Tale Signs en 2008, donde vieron la luz «Miss the Mississippi» y «Duncan and Brady», las únicas canciones que llegaron a circular en grabaciones pirata o bootlegs fueron «Kaatskill Serenade», «Sloopy Drunk» y «Polly Vaughan». 
Cuando volvió a Malibú (California) a mediados de julio, Dylan decidió grabar material en acústico solo en el garaje de su estudio con la intención de rellenar el material de Broomberg con varias canciones recientes. Sin embargo, a medida que las sesiones progresaron, Dylan modificó sus planes y archivó las grabaciones con Bromberg.
Ni Dylan ni Bromberg explicaron por qué las primeras sesiones fueron archivadas. Lo único que quedó claro fue que Dylan se mostró satisfecho con los resultados que obtuvo en su estudio personal, particularmente con la mínima producción dada a las grabaciones. La producción del álbum fue acreditada a Debbie Gold, un amigo de Dylan que ayudó al músico en el proceso.

## Canciones
Sin el uso de notas ni letras de canciones, Dylan grabó un alto número de temas tradicionales. Entre ellas, «Froggy Went A-Courtin'», «Blackjack Davey» y «Arthur McBride» forman parte de la tradición musical folk británica e irlandesa. «Little Maggie» fue un éxito del bluegrass, mientras que «Frankie and Albert» y «Sittin' on Top of the World» tienen raíces en el folk y en el blues. Dylan también grabó canciones no tradicionales como «Tomorrow Night», más conocida por las versiones de Lonnie Johnson en 1947 y de Elvis Presley en 1965, y «Hard Times» de Stephen Foster.
Aunque Dylan fue acreditado como arreglista en todas las canciones, varios arreglos son de otros artistas, tales como el cantante tejano Mance Lipscomb, a quien Dylan vio en el escenario del Festival de folk de Newport a comienzos de la década de 1960. En el mismo sentido, las primeras impresiones del álbum acreditaban «Hard Times», compuesta por Stephen Foster, y «Tomorrow Night», escrita en 1939 por Sam Coslow y Will Grosz, como canciones de dominio público. Algunos medios de comunicación como Folk Roots criticaron la atribución de los arreglos en el álbum, que fueron corregidos en posteriores impresiones.
A la hora de ordenar las canciones para su configuración final, el productor Debbie Gold no pudo convencer a Dylan para que introdujera «You Belong To Me», un descarte del álbum. Aunque no es una canción técnicamente tradicional, fue adaptada en numerosas ocasiones por músicos como Jo Stafford, Patti Page y Dean Martin. La versión más popular del tema fue realizada por The Duprees, uno de los últimos grupos de doo wop. Dos años después de la publicación del álbum, «You Belong to Me» apareció en la película Natural Born Killers del director Oliver Stone.

## Recepción
Aun siendo una grabación modesta de canciones tradicionales, la respuesta de la crítica musical fue positiva. Fue comparada con los sets acústicos de los conciertos de Dylan en la gira Never Ending Tour y obtuvo elogios por su habilidad interpretativa. Algunos periodistas señalaron que la voz de Dylan estaba físicamente devastada, pero que la atención se centraba en el fraseo. Al respecto, David Sexton escribió para el diario The Sunday Telegraph: «Dylan suena ahora, en comparación con su etapa joven, como uno de esos fantasmas, pero un fantasma poderoso. El efecto no es precisamente nostálgico, sino una profunda liberación». 
La inexactitud de los créditos fue objeto de críticas, dado que casi la mitad de las canciones fueron acreditadas de forma errónea al propio Dylan. El cantante australiano Mick Slocum tomó acciones legales contra la discográfica de Dylan por no figurar su nombre en los créditos de «Jim Jones», una canción que arregló con su banda, The Original Bushwhackers, en 1975. La editora de Dylan se vio obligada a admitir el error. 
Good as I Been to You tuvo suficiente éxito como para garantizar una secuela, y en apenas un año, Dylan volvió al estudio de grabación para grabar World Gone Wrong.

## Lista de canciones
Todas las canciones escritas y compuestas por tradicionales excepto donde se anota. 
| Cara A |                               |                                |          |  |
| N.º    | Título                        | Escritor(es)                   | Duración |  |
| 1.     | «Frankie & Albert»            | Arr. Mississippi John Hurt     | 3:50     |  |
| 2.     | «Jim Jones»                   | Arr. Mick Slocum               | 3:52     |  |
| 3.     | «Blackjack Davey»             |                                | 5:47     |  |
| 4.     | «Canadee-i-o»                 |                                | 4:20     |  |
| 5.     | «Sittin' on Top of the World» |                                | 4:27     |  |
| 6.     | «Little Maggie»               |                                | 2:52     |  |
| 7.     | «Hard Times»                  | Stephen Foster, Arr. De Dannan | 4:31     |  |

| Cara B |                           |                        |          |  |
| N.º    | Título                    | Escritor(es)           | Duración |  |
| 8.     | «Step It Up and Go»       |                        | 2:54     |  |
| 9.     | «Tomorrow Night»          | Sam Coslow, Will Grosz | 3:42     |  |
| 10.    | «Arthur McBride»          | Arr. Paul Brady        | 6:20     |  |
| 11.    | «You're Gonna Quit Me»    |                        | 2:46     |  |
| 12.    | «Diamond Joe»             |                        | 3:14     |  |
| 13.    | «Froggie Went a Courtin'» |                        | 6:26     |  |

## Personal
Músicos
- Bob Dylan: guitarra, armónica y voz

Equipo técnico
- Stephen Marcussen: masterización
- Micajah Ryan: mezclas
- Jimmy Wachtel: fotografía

## Posición en listas
| País           | Lista                  | Posición |
| -------------- | ---------------------- | -------- |
| Alemania       | Media Control Charts   | 68       |
| Austria        | Ö3 Austria Top 40      | 34       |
| Estados Unidos | Billboard 200          | 51       |
| Noruega        | VG-lista Top 40 Albums | 11       |
| Países Bajos   | Mega Albums Top 100    | 71       |
| Reino Unido    | UK Albums Chart        | 18       |
| Suecia         | Albums Top 60          | 22       |
| Suiza          | Swiss Top Albums 100   | 19       |